# 任应
任应（1918年—1985年），男，河南沁阳人，中华人民共和国政治人物，曾任贵州省军区司令员，贵州省人大常委会副主任，中共十二大代表。